# James Flack Norris
Pour les articles homonymes, voir James Norris et Norris.
James Flack Norris (20 janvier 1871 à Baltimore - 4 août 1940 à Boston) est un chimiste américain qui fut professeur de chimie organique au Massachusetts Institute of Technology. Il y enseignait également l'histoire de la chimie qu'il appréciait particulièrement, en tant qu'ancien élève de Ira Remsen. En 1902, ses travaux marquent le début de la recherche sur les carbocations. Il était membre de l'American Academy of Arts and Sciences et de la National Academy of Sciences. En 1950, la Northeastern Section of the American Chemical Society créa le James Flack Norris Award afin de lui rendre hommage,.

## Sources
- (en) John D. Roberts, Biographical Memoirs : James Flack Norris, National Academies Press, 1974, 465 p. (ISBN 0-309-02239-8, lire en ligne), p. 413-426
- (en) Avery A. Ashdown, « James Flack Norris Tribute », sur Northeastern Section of the American Chemical Society, American Chemical Society (consulté le 5 mars 2010)